# Station Vieux-Thann
Station Vieux-Thann is een spoorwegstation in de Franse gemeente Vieux-Thann.